# Grand Prix van Salon
De Grand Prix van Salon was een autorace nabij de Franse stad Salon, die door de jaren heen werd verreden op het Autodrome de Linas-Montlhéry en op Bois de Boulogne. De race maakte tussen 1926 en 1949 deel uit van de grand-prixseizoenen.

## Winnaars van de grand prix
- Hier worden alleen de races aangegeven die plaatsvonden tijdens de grand-prixseizoenen tot 1949 en Formule 1-races vanaf 1950.

| Jaar        | Coureur               | Constructeur       | Locatie            | Verslag            |
| ----------- | --------------------- | ------------------ | ------------------ | ------------------ |
| 1949        | Raymond Sommer        | Talbot-Lago        | Linas-Montlhéry    | Verslag            |
| 1948        | Louis Rosier          | Talbot-Lago        | Linas-Montlhéry    | Verslag            |
| 1947        | Yves Giraud-Cabantous | Talbot-Lago        | Linas-Montlhéry    | Verslag            |
| 1946        | Raymond Sommer        | Maserati           | Bois de Boulogne   | Verslag            |
| 1928 - 1945 | Race niet gehouden    | Race niet gehouden | Race niet gehouden | Race niet gehouden |
| 1927        | Michel Doré           | La Licorne         | Linas-Montlhéry    | Verslag            |
| 1926        | Albert Divo           | Talbot             | Linas-Montlhéry    | Verslag            |